# Итабела
Итабела (порт. Itabela)  —  муниципалитет в Бразилии, входит в штат Баия. Составная часть мезорегиона Юг штата Баия. Входит в экономико-статистический микрорегион Порту-Сегуру. Население составляет 28 165 человек на 2022 год. Занимает площадь 924,914 км². Плотность населения — 30,45 чел./км².
Праздник города — 14 июня.

## Статистика
- Валовой внутренний продукт на 2003 год составляет 95 675 049,00 реалов (данные: Бразильский институт географии и статистики).
- Валовой внутренний продукт на душу населения на 2003 год составляет 3456,84 реалов (данные: Бразильский институт географии и статистики).
- Индекс развития человеческого потенциала на 2000 год составляет 0,637 (данные: Программа развития ООН).